# Ihhet
Ihhet (mongoliska: Иххэт Сум, Иххэт) är ett distrikt i Mongoliet.   Det ligger i provinsen Dornogobi, i den östra delen av landet, 300 km sydost om huvudstaden Ulaanbaatar.